# Электрическое сопротивление

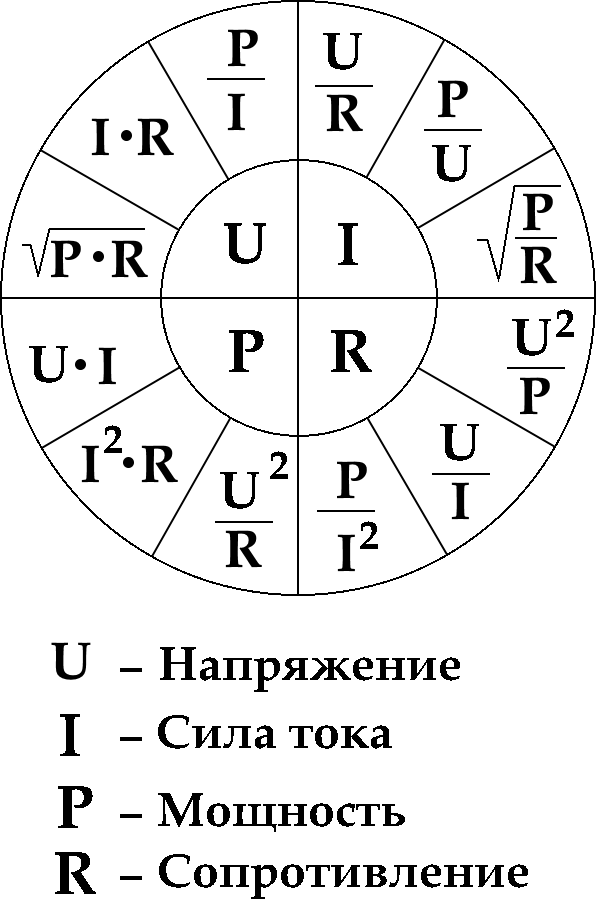
Электрическое напряжение
Сила тока
Электрическая мощность
Электрическое сопротивление

Электри́ческое сопротивле́ние — физическая величина, характеризующая свойство препятствовать прохождению электрического тока в проводнике или электрической цепи. Определяется как коэффициент пропорциональности между разностью потенциалов U и силой постоянного тока I в законе Ома для участка или замкнутой цепи проводников.
Сопротивление проводника или элемента цепи (часто обозначается буквой R или r) для заданного тока рассчитывается по формуле
{\displaystyle R={\frac {U}{I}},}
где R — сопротивление, U — напряжение на концах проводника, I — сила тока, протекающего между концами проводника под действием приложенного напряжения.
Сопротивление для цепей переменного тока и для переменных электромагнитных полей описывается понятиями импеданса и волнового сопротивления. Также сопротивлением называют резистор — радиодеталь, предназначенную для ограничения или регулирования силы тока в электрических цепях.

## История
В 1826 г. Георг Ом экспериментальным путем открыл основной закон электрической цепи, научился вычислять сопротивление металлических проводников и вывел закон Ома. Таким образом, в первом периоде развития электротехники (1800−1831 годы) были созданы предпосылки для её развития, для последующих применений электрического тока.
Само понятие «сопротивление» появилось задолго до изысканий Георга Ома. Впервые этот термин применил и употребил русский ученый Василий Владимирович Петров. Он установил количественную зависимость силы тока от площади поперечного сечения проводника: он утверждал, что при использовании более толстой проволоки происходит «более сильное действие… и весьма скорое течение гальвани-вольтовской жидкости». Кроме того, Петров четко указал на то, что при увеличении сечения проводника (при употреблении одной и той же гальванической батареи) сила тока в нём возрастает.

## Единицы и размерности
Размерность электрического сопротивления в Международной системе величин: dim R = L2MT −3I −2. В Международной системе единиц (СИ), основанной на Международной системе величин, единицей сопротивления является ом (русское обозначение: Ом; международное: Ω). В системе СГС как таковой единица сопротивления не имеет специального названия, однако в её расширениях (СГСЭ, СГСМ и гауссова система единиц) используются:
- статом (в СГСЭ и гауссовой системе, 1 statΩ = (109 c−2) с/см = 898 755 178 736,818 Ом (точно) ≈ 8,98755·1011 Ом, равен сопротивлению проводника, через который под напряжением 1 статвольт течёт ток 1 статампер);
- абом (в СГСМ, 1 abΩ = 1·10−9 Ом = 1 наноом, равен сопротивлению проводника, через который под напряжением 1 абвольт течёт ток 1 абампер).

Размерность сопротивления в СГСЭ и гауссовой системе равна TL−1 (то есть совпадает с размерностью обратной скорости, с/см), в СГСМ — LT−1 (то есть совпадает с размерностью скорости, см/с).
Обратной величиной по отношению к сопротивлению является электропроводность, единицей измерения которой в системе СИ служит сименс (1 См = 1 Ом−1), в системе СГСЭ (и гауссовой) статсименс и в СГСМ — абсименс.

## Физика явления
Высокая электропроводность металлов связана с тем, что в них имеется большое количество носителей тока — электронов проводимости, образующихся из валентных электронов атомов металла, которые не принадлежат определённому атому. Электрический ток в металле возникает под действием внешнего электрического поля, которое вызывает упорядоченное движение электронов. Движущиеся под действием поля электроны рассеиваются на неоднородностях ионной решётки (на примесях, дефектах решётки, а также нарушениях периодической структуры, связанной с тепловыми колебаниями ионов). При этом электроны теряют импульс, а энергия их движения преобразуются во внутреннюю энергию кристаллической решётки, что и приводит к нагреванию проводника при прохождении по нему электрического тока. Движение электронов в металлах под воздействием электрического поля в классическом приближении описывается теорией Друде.
В других средах (полупроводниках, диэлектриках, электролитах, неполярных жидкостях, газах и т. д.) в зависимости от природы носителей заряда физическая причина сопротивления может быть иной. Линейная зависимость, выраженная законом Ома, соблюдается не во всех случаях.
Сопротивление проводника при прочих равных условиях зависит от его геометрии и от удельного электрического сопротивления материала, из которого он состоит.
Сопротивление однородного проводника постоянного сечения зависит от свойств вещества проводника, его длины, сечения и вычисляется по формуле
{\displaystyle R=\rho {\frac {l}{S}},}
где ρ — удельное сопротивление вещества проводника, Ом·м, l — длина проводника, м, а S — площадь сечения, м².
Сопротивление однородного проводника также зависит от температуры. Величина, описывающая зависимость электрического сопротивления от температуры, называется температурным коэффициентом электрического сопротивления.
Удельное сопротивление — скалярная физическая величина, численно равная сопротивлению однородного цилиндрического проводника единичной длины и единичной площади сечения.
Сопротивление металлов снижается при понижении температуры; при температурах порядка нескольких кельвинов сопротивление большинства металлов и сплавов стремится или становится равным нулю (эффект сверхпроводимости). Напротив, сопротивление полупроводников и изоляторов при снижении температуры (в некотором диапазоне) растёт. Сопротивление также меняется по мере увеличения тока/напряжения, протекающего через проводник/полупроводник.

## Зависимость сопротивления от материала, длины и площади поперечного сечения проводника
В металле подвижными носителями зарядов являются свободные электроны. Можно считать, что при своем хаотическом движении они ведут себя подобно молекулам газа. Поэтому в классической физике свободные электроны в металлах называют электронным газом и в первом приближении считают, что к нему применимы законы, установленные для идеального газа.
Плотность электронного газа и строение кристаллической решетки зависят от рода металла. Поэтому сопротивление проводника должно зависеть от рода его вещества. Кроме того, оно должно ещё зависеть от длины проводника, площади его поперечного сечения и от температуры.
Влияние сечения проводника на его сопротивление объясняется тем, что при уменьшении сечения поток электронов в проводнике при одной и той же силе тока становится более плотным, поэтому и взаимодействие электронов с частицами вещества в проводнике становится сильнее.
Из формулы
{\displaystyle R=\rho {\frac {l}{S}},}
видно, что сопротивление проводника прямо пропорционально его длине и обратно пропорционально площади его поперечного сечения. Величину ρ, характеризующую зависимость сопротивления проводника от материала, из которого он сделан, и от внешних условий, называют удельным сопротивлением вещества. Удельное сопротивление различных веществ при расчетах берут из таблиц.
Величину, обратную удельному сопротивлению, называют удельной проводимостью вещества и обозначают {\displaystyle \sigma =1/\rho }.

## Сопротивление тела человека
- Для расчёта опасной величины силы тока, протекающего через человека при попадании его под электрическое напряжение частотой 50 герц (Гц), сопротивление тела человека условно принимается равным 1 кОм[8] . Эта величина имеет малое отношение к реальному сопротивлению человеческого тела. В реальности сопротивление человека может меняться в широком диапазоне: оно зависит от пути прохождения тока, площади и качества контакта, и содержит реактивную составляющую.

- Серьёзные поражения тканей человека наблюдаются обычно при прохождении тока силой около 100 мА. Совершенно безопасным считается ток силой до 1 мА. Удельное сопротивление тела человека зависит от состояния кожных покровов. Сухая кожа обладает удельным сопротивлением порядка 10 000 Ом·м, поэтому опасные токи могут быть достигнуты только при значительном напряжении. Однако при наличии сырости сопротивление тела человека резко снижается и безопасным может считаться напряжение только ниже 12 В. Удельное сопротивление крови 1 Ом·м при 50 Гц[9].

## Метрологические аспекты

### Приборы для измерения сопротивления
- Омметр
- Измерительный мост
- Амперметр и вольтметр (сопротивление находится по формуле)

### Средства воспроизведения сопротивления
- Магазин сопротивлений — набор резисторов
- Катушки электрического сопротивления

### Государственный эталон сопротивления
- ГЭТ 14-91 Государственный первичный эталон единицы электрического сопротивления. Институт-хранитель: ВНИИМ.

## Статическое и динамическое сопротивление
В теории нелинейных цепей используются понятия статического и динамического сопротивлений. Статическим сопротивлением нелинейного элемента электрической цепи в заданной точке его ВАХ называют отношение напряжения на элементе к току в нём. Динамическим сопротивлением нелинейного элемента электрической цепи в заданной точке его ВАХ называют отношение бесконечно
малого приращения напряжения к соответствующему приращению тока.